# نووایا اورالکا
نووایا اورالکا (انگلیسی: Novaya Uralka) یک شهرک در شهرستان کویورگازینسکی جمهوری باشقیرستان در کشور روسیه است.